# القصف الإسرائيلي على قاعدة تياس الجوية 9 أبريل 2018
القصف الإسرائيليي على قاعدة تياس الجوية في 9 أبريل 2018 هي غارات جوية نفذتها مقاتلات إسرائيلية على قاعدة تياس قرب تدمر في سوريا.

## عملية
في ليلة 8 إلى 9 أبريل، بين الساعة 3:25 صباحًا أطلقت مقاتلتان إسرائيليتان من طراز F-15 ثمانية صواريخ جو-أرض على قاعدة T-4 العسكرية، والتي تسمى أيضًا قاعدة تياس الجوية، وسط سوريا. وبحسب وزارة الدفاع الروسية، فقد نفذتا الطائرتان الهجوم من الأجواء اللبنانية، وقد استهدفت القاعدة بثلاثة صواريخ وتمكنت الدفاعات الجوية من إسقاط الخمسة الاخرى.

## الخسائر
وبحسب المرصد السوري لحقوق الإنسان، خلفت الغارات ما لا يقل عن 14 قتيلاً، بينهم ثلاثة ضباط في الجيش السوري، ومقاتلون إيرانيون وأجانب. وذكرت وكالة أنباء تسنيم الإيرانية أن سبعة من أعضاء الحرس الثوري الإسلامي قتلوا. وبحسب الصحفي توماس فريدمان في صحيفة نيويورك تايمز، فإن جميعهم كانوا أعضاء في فيلق القدس.

## تفاعلات
وتأتي الغارة بعد يومين من الهجوم الكيميائي على دوما، في وقت يتوقع المجتمع الدولي ردا عسكريا وشيكا من الولايات المتحدة وفرنسا والمملكة المتحدة. لكن الأخير يدحض أي تورط وسرعان ما تتهم روسيا وسوريا إسرائيل. وأكدت صحيفة نيويورك تايمز في 16 أبريل 2018 أن الإسرائيليين هم بالفعل الذين كانوا وراء هجمات 9 أبريل/نيسان، وذلك بناءً على تصريحات مسؤولين عسكريين في مقابلات. وعلى عكس المرات السابقة، أفادت التقارير أن إسرائيل حذرت الولايات المتحدة من غارتها الجوية، ولكن ليس روسيا.
وفي اليوم نفسه، قال وزير الخارجية الروسي سيرغي لافروف إنه يخشى « تطور خطير جدا » الروس، الذين غضوا الطرف حتى الآن عن الضربات الإسرائيلية، ينتقدونها علانية للمرة الأولى.

في اليوم التالي، وصف علي أكبر ولايتي، كبير مستشاري المرشد الأعلى علي خامنئي، الهجوم بأنه “إجرامي” وأعلان عن أعمال انتقامية. وفي 12 أبريل، أعلن آية الله علي الشيرازي، ممثل القوة في فيلق القدس، أن "إيران قادرة على تدمير إسرائيل.